# Бурцев, Павел Семёнович
Бурцев, Павел Семёнович (7 января 1918, Мозырь, Белоруссия — 22 октября 1979, Москва) — заслуженный строитель РСФСР (1970), почётный транспортный строитель (1977), лауреат Ленинской премии (1963), лауреат Государственной премии СССР (1968), автор ряда изобретений в метростроении, начальник СМУ № 8 Метростроя (с 1952 по 1973), с 1973 г. — начальник Управления 10-А, также связанного с подземными работами в Союзе ССР.
Награждён орденами Ленина (1963), Трудового Красного Знамени, «Знак Почёта» и медалями.

## Биография
Трудовую деятельность П. С. Бурцев начал в 1933 году рабочим. После окончания ФЗО Метростроя в 1935 году пришёл на строительство Московского метрополитена, где работал арматурщиком, бетонщиком, проходчиком, нагнетальщиком, совмещая работу с учёбой на рабфаке. В 1943 году окончил МИИТ по факультету «Мосты и тоннели» и работал начальником смены, начальником участка, главным инженером и начальником СМУ-8 Метростроя. С 1973 г. — начальник Управления 10-А.
Под непосредственным руководством П. С. Бурцева построены станции «Белорусская»-кольцевая, «Фили», «Октябрьская», «Волгоградский проспект», «Щербаковская», «Юго-западная», «Площадь Ногина», «Щукинская» и ряд других крупных инженерных сооружений, при строительстве которых были внедрены новейшие достижения науки и техники.
Впервые были внедрены новые механизированные щиты для проходки тоннелей в малоустойчивых грунтах, применена индустриальная обделка тоннелей из блоков сборного железобетона, монолитно-прессованный бетон.
Калужский радиус: Одним из главных достижений метростроевцев под руководством П. С. Бурцева было строительство Калужского радиуса, где впервые был внедрён новый способ сооружения перегонных тоннелей — комбинированная конструкция тоннеля с плоским лотком, который П. С. Бурцев начал разрабатывать ещё будучи начальником участка. Построены станции Октябрьская-радиальная, пл. Ногина (в настоящее время — Китай-город).
Замоскворецкий радиус: Станции: Нагатино, Каширская, Коломенская. При строительстве этого радиуса (в песчаных грунтах) был установлен мировой рекорд скоростной проходки — 430,6 метра за месяц.
Ждановский радиус (в том числе станция Баррикадная): Во время строительства этого радиуса одновременно велись работы по созданию универсального щита, способного обеспечить скоростную проходку тоннелей не только в сыпучих, но и в мягких грунтах. Эта работа была выдвинута на соискание Государственной премии СССР (присуждена в 1968 г.). Предложенную технологию вслед за Советским Союзом берут на вооружение и зарубежные тоннелестроители: при сооружении берлинского метрополитена, коллектора крупного сечения в г. Вашингтон и др. Конструкции щитов, разработанные советскими инженерами под руководством П. С. Бурцева, в СССР были защищены авторскими свидетельствами, а за рубежом — в США, Англии, Канаде, Франции, ФРГ, Венгрии и др. странах — патентами.
В 1959 г. Павла Семёновича в составе делегации от Метростроя из четырёх человек впервые после падения «железного занавеса» отправили в служебную командировку в Англию, о которой он сделал подробный профессиональный отчёт.
П. С. Бурцев приглашался в качестве советника при строительстве и пуске первой линии Ленинградского метрополитена (1954 г.), строительстве метрополитена в Праге (1963 г., главный консультант), Будапеште (главный консультант по сооружению первой линии), главного консультанта по сооружению метрополитенов в Тбилиси (Грузинская ССР) и Ереване (Армянская ССР).
По воспоминаниям дочери, П. С. Бурцева предполагали назначить начальником строительства Асуанской плотины, а, спустя некоторое время — начальником строительства Байкало-Амурской магистрали. Однако врачи категорически запретили ему такие долгие командировки.
По воспоминаниям современников П. С. Бурцев сочетал высокую профессиональную требовательность с заботой о безопасности труда и улучшении бытовых условий сотрудников. Сам при этом проявлял скромность. Так, уже будучи депутатом Моссовета, 28 лет (до 1978 г.) с семьёй не переезжал в благоустроенное жильё из приспособленного помещения (без горячей воды и т. п.), пока другие сотрудники ещё жили в бараках. Пример в этом с него брал и брат Михаил, трудившийся на одном из московских заводов начальником литейного цеха.
Павел Семёнович Бурцев умер 22 октября 1979 г. Гроб с его телом возили для прощания по многим объектам в Москве, строительство которых велось под его непосредственным руководством. Попрощаться с ним пришли сотни людей. Похоронен на Кунцевском кладбище.

## Преемники и сотрудники
Преемником П. С. Бурцева на должности начальника СМУ-8 с 1973 г. стал горный инженер Ю. П. Рахманинов, работавший в СМУ-8 с 1963 г. Он же был назначен руководителем Управления-10А с 1980 г.

## Любопытные факты
- Во время строительства Филёвской линии П. С. Бурцев выступил против использования технологий глубокого заложения, поскольку ещё во времена правления Екатерины II, Григорию Орлову было поручено хоронить в этом месте умерших от чумы, которая в ту пору свирепствовала в Москве[5]. Последствия вскрытия такого захоронения могли быть небезопасны.
- Когда вышел приказ срочно построить мост через Москва-реку в районе МГУ к очередной дате, П. С. Бурцев наотрез отказался его исполнять (дело было зимой, и единственным доступным на то время способом выполнить бетонирование было использование не замерзающего на морозе солевого раствора, что заметно повышало в будущем скорость коррозии железобетонных конструкций, то есть по существу, было халтурой). Мост всё же построили (уже без участия Бурцева), но впоследствии он пришёл в негодность и был закрыт на реконструкцию почти на 15 лет.
- Памятные таблички на станциях метрополитена обычно увековечивает имена зодчих-строителей вестибюлей, но не имена людей, строивших собственно тоннели (линии) метрополитена. Но две памятных таблички с именем П. С. Бурцева на станциях в московском метро всё же есть. Это «Улица 1905 года» и «Щёлковская»[4].

## Награды и звания
Павел Семёнович Бурцев удостоен званий:
- Заслуженный строитель РСФСР[6],
- Почётный транспортный строитель,
- Лауреат Государственной премии СССР (1968),

Он был награждён орденами Ленина, Трудового Красного Знамени, «Знак Почёта» и медалями. 
Среди последних — Медаль «За оборону Москвы», вручённая в августе 1944 г.

## Семья
Супруга Людмила Яковлевна. 
Дочери: 
- Галина Дубатова (20.01.1945 - 23.05.2023) — филолог, переводчик, преподаватель английского языка (в МФТИ, позже - в МГУ) и
- Татьяна, ныне покойная.